# 涼宮春日的消失
《涼宮春日的消失》，是谷川流原作輕小說《涼宮春日系列》的第四部作品，於2004年8月發售。由其原作改編的動畫電影於2010年2月6日在日本20多間劇院上映，由日本京都動畫的導演石原立也與武本康弘合作執導，製作公司為京都動畫。一開始雖以僅僅二十多間上映館的小規模放映，上映兩天後卻打進日本票房排行第7名，首週更突破2億日圓，累積約14萬名觀眾。隨著上映館數增加，在2010累計票房高達8.4億日元。
2010年5月21日，於美國洛杉磯進行首映禮；10月在紐約上映；10月22日在台灣7間劇院公映；11月11日在韓國上映，而香港亦落實在12月2日正式公映。同年10月17日，在蘇格蘭動畫展「Scotland Loves Animation 」進行歐洲首映。 11月13或14日在新加坡動漫節亞洲展上放映。11月到12月之間，於俄羅斯城市和烏克蘭（基輔，11月5日）短暫放映。
本作品於2010年第15回神戶動畫獎奪得最佳劇場放映作品獎。2010年（第14屆）入選日本文化廳媒體藝術節評審委員會推薦作品動畫部門/專題片（戲劇發行，電視動畫，OVA）。2019年7月發生京都動畫縱火案之後，將於同年12月13日至19日放映，作為MOVIX 京都「京都動畫電影作品特別放映」計畫的一部分。

## 剧情
故事发生于文化祭结束后的12月16日，由凉宫春日领导的SOS团决定将在圣诞节举行火锅派对。然而，12月18日阿虚到学校发现，所有的一切发生了巨大的变化。春日以及古泉所在的1年9班完全消失，朝比奈学姐认不出他，朝仓凉子突然出现，长门有希也变成了普通人。没有人知道有关春日和SOS团的任何信息。
但值得庆幸的是，阿虚在活动室的书中找到了有希留给他的线索。12月19日，世界依旧是如此陌生，阿虚再次去了活动室。稍晚时候，有希邀请阿虚去了她的家，之后阿虚得知这个世界的有希是因为某次办图书卡而与阿虚相识，但这依旧与阿虚的记忆不同。之后朝仓凉子与两人在有希家吃了凉子带来的夜宵。
12月20日，阿虚在谷口话语中意外得知，春日原来并没有消失，她在这个世界光阳园学院。于是，阿虚前往光阳园学院。而后，在此与春日、古泉相见。之后阿虚通过约翰·史密斯的这个身份，也就是春日在初一时候与阿虚画了奇怪文字时用的名字，得以让春日相信他。之后在她的协助之下，得以在活动室聚齐SOS团全体，这也就是有希留给他线索中的钥匙。
因为想要回到那个过去，阿虚啟動了有希在活动室电脑留下的程序。之后，阿虚回到了三年前的七夕，与未来的朝比奈学姐会面，并一同前往有希家中寻求帮助。并在有希手中得到了修正时空的工具，然后他们去往世界被改变的12月18日。他们找到了改变世界的有希，她借助春日的力量改变了世界，但留下了可以选择未来的阿虚。阿虚对自己的选择产生了疑问，如果自己如果什么都不做，世界是正常且平静的。长门为了监视春日、保护阿虚等工作十分劳累了，起心動念想改变世界。但阿虚最终选择向有希注射修正程序，但朝仓凉子突然出现将阿虚刺伤。
在凉子准备结束阿虚生命的紧要关头，他被未来的有希、学姐和自己所救。几天后，他在一所医院醒来，阿虚得知他是因为在楼梯跌落而昏迷不醒的。而后，阿虚与有希单独见了一次面，有希向阿虚透露上级将如何处分她的行为。阿虚告诉有希，如果上级作了处分她的决定，他就要再次联合春日改变现实。

## 製作形式
這次劇場版為京都動畫有史以來投放資源的最大項目，不同類別的幕後製作人員包括原畫、音響、動畫、攝影、特效色彩等合共動員超過二百人。
本作品採用導演和作畫監督均有兩人的嚴謹體制下進行，因此角色的表情與動作有高水準的細膩與流暢，而歷來作品顯現的實驗效果（如立體效果，彷真背景）最終大量投放於本作採用。
在實際製作前的討論製作方針會議中，總導演石原立也希望以「愛情故事」為方向性去製作，導演武本康弘卻希望以「少年決心回歸物語」與「阿虛再認識物語」方案製作，兩人的立場一開始是存在矛盾的。
講述主人公阿虛抉擇的一幕，導演武本康弘以濃烈的映像處理下強化了小說的描寫，例如以雪來代表長門有希，太陽光來形容涼宮春日，最後踏著自己的頭等舞台式演出最為觀眾震撼。
另外劇中主角阿虛最後與長門相遇的劇情發生地點與小說相異，地方轉移到醫院天台，以及下了雪，有趣的是作者曾以「老土，老掉牙的情節」來形容這項改動。背景音樂採用管弦樂演出，大眾熟悉的Final Fantasy遊戲系列作曲家浜口史郎都參與了管弦樂編曲。作曲家除了由一如以往的神前曉擔任外，還有同為Monaca的團隊高田龍一、帆足圭吾、石濱翔參與作曲，最深刻印像是「Ready?」。

## 事記
- 2007年6月，本作的內部討論會議便已經開始，當時曾想過要製作成電視劇[13]。
- 2009年10月8日，電視《涼宮春日的憂鬱》2009年版最後一集《Someday in the rain》播放完畢後，角川正式發放出《涼宮春日的消失》製成劇場版的消息。翌日，官方網站亦放出《涼宮春日的消失》電影化的PV[14]。
- 2009年12月18日，宣傳上為反映《涼宮春日的消失》劇情，當天進入官網會出現錯誤訊息；這也成為之後每年的例行宣傳活動[15]。同一時間，官方發放正式預告片。
- 2009年12月23日，角川釋出1分鐘的劇場版預告片[16]。
- 2010年1月6日，在官網上放出PV之後，隨著2月6日公映的臨近，電影版的首支10秒電視廣告已於1月6日起開始投放。
- 2010年1月21日，Lantis公佈了電影原聲大碟的PV，內裡包含大量電影截圖。其後官方突然刪除第一版PV，於1月23日上传另一個版本，截圖數量相對較少[17]。
- 2010年1月27日，普威爾國際股份有限公司宣佈《涼宮春日的消失》將在台灣上映[18]。
- 2010年2月6日，《涼宮春日的消失》正式上映，合计共於24間劇院播放。
- 2010年2月8日，電影上映兩天後，於全日本週末票房排行第7位，收入接近9千萬日圓，累積約6萬名觀眾。
- 2010年2月12日，上映一週后，發行商角川公佈票房收入突破2億日圓，累積約14萬名觀眾。
- 2010年3月13日，電影在另外20間劇院被安排放映，合计共於44間劇院播放。隨後亦有數間劇院於較後日子放映。
- 2010年3月28日，電影最後一次納入當地票房統計表內，總收入逾7億日圓，累積約50萬名觀眾。
- 2010年4月15日，Bandai Entertainment宣佈《涼宮春日的消失》將在北美上映。將會以日語原音配以英文字幕方式播放[19]。
- 2010年7月21日，香港角川洲立表示《涼宮春日的消失》將於2010年秋天在香港上映，但沒有確實的時間。
- 2010年7月底，日本電影收入超過8.4億日圓。
- 2010年8月11日，普威爾國際股份有限公司宣佈《涼宮春日的消失》將於2010年10月22日於台灣上映。
- 2010年10月6日，香港角川洲立正式宣佈於同年12月2日香港正式公映，亦推出11月13日及11月27日在MCL德福戲院上映的優先場。八天後（10月14日）再加推三場優先場[20]。

## 登場人物
| 《涼宮春日的消失》主要角色                        | 《涼宮春日的消失》主要角色 | 《涼宮春日的消失》主要角色 |
| ------------------------------------------------- | -------------------------- | --- |
| 角色                                              | 聲優                       | 簡介 |
| 阿虛 （キョン）                                   | 杉田智和                   | 故事系列的主角，在本作中唯一沒有消去記憶的人。事件發生後拚命尋找SOS團成員的蹤影。 |
| 阿虛 （キョン）                                   | 黃啟昌                     | 故事系列的主角，在本作中唯一沒有消去記憶的人。事件發生後拚命尋找SOS團成員的蹤影。 |
| 涼宮春日 （涼宮 ハルヒ（すずみや はるひ））       | 平野綾                     | 故事系列的關鍵人物，在本作與古泉一樹同為光陽園學院學生，留一頭長髮，性格方面與正常世界差不多。                                                                                       |
| 涼宮春日 （涼宮 ハルヒ（すずみや はるひ））       | 鄭麗麗                     | 故事系列的關鍵人物，在本作與古泉一樹同為光陽園學院學生，留一頭長髮，性格方面與正常世界差不多。                                                                                       |
| 長門有希 （長門 有希（ながと ゆき））             | 茅原實里                   | 文藝社唯一的社員（此時並沒有SOS團），與正常世界的有極大不同：只是一個普通女孩。在本作戴著眼鏡，和朝倉涼子是鄰居（其實一直都是）。個性上變得比之前外向，會露出溫柔的微笑。暗戀阿虛。  |
| 長門有希 （長門 有希（ながと ゆき））             | 梁少霞                     | 文藝社唯一的社員（此時並沒有SOS團），與正常世界的有極大不同：只是一個普通女孩。在本作戴著眼鏡，和朝倉涼子是鄰居（其實一直都是）。個性上變得比之前外向，會露出溫柔的微笑。暗戀阿虛。  |
| 朝倉涼子 （朝倉 涼子（あさくら りょうこ））       | 桑谷夏子                   | 在《涼宮春日的憂鬱》中一度被消滅，於本作再度出現，在長門身邊擔任「保護」長門的角色。經常把多煮的食物分到長門家裡，後期更企圖刺殺對長門「有威脅」的阿虛，和正常世界一樣，都是殺人魔。 |
| 朝倉涼子 （朝倉 涼子（あさくら りょうこ））       | 曾佩儀                     | 在《涼宮春日的憂鬱》中一度被消滅，於本作再度出現，在長門身邊擔任「保護」長門的角色。經常把多煮的食物分到長門家裡，後期更企圖刺殺對長門「有威脅」的阿虛，和正常世界一樣，都是殺人魔。 |
| 朝比奈實玖瑠 （朝比奈 みくる（あさひな みくる）） | 後藤邑子                   | 在本作是北高書法社成員之一，性格方面與正常世界差不多。 |
| 朝比奈實玖瑠 （朝比奈 みくる（あさひな みくる）） | 林元春                     | 在本作是北高書法社成員之一，性格方面與正常世界差不多。 |
| 古泉一樹 （古泉 一樹（こいずみ いつき））         | 小野大輔                   | 在本作為光陽園學院的學生，暗戀涼宮春日。 |
| 古泉一樹 （古泉 一樹（こいずみ いつき））         | 李致林                     | 在本作為光陽園學院的學生，暗戀涼宮春日。 |
| 次要人物                                          |                            | |
| 鶴屋學姐 （鶴屋さん（つるやさん））               | 松岡由貴                   | 性格方面與正常世界差不多。 |
| 鶴屋學姐 （鶴屋さん（つるやさん））               | 何璐怡                     | 性格方面與正常世界差不多。 |
| 谷口 （谷口（たにぐち））                         | 白石稔                     | 正是由於谷口的提醒，阿虛才在事件發生後知道涼宮春日在光陽園學院就讀。 |
| 谷口 （谷口（たにぐち））                         | 黃榮璋                     | 正是由於谷口的提醒，阿虛才在事件發生後知道涼宮春日在光陽園學院就讀。 |
| 國木田 （国木田（くにきだ））                     | 松元惠                     | 事件發生後，阿虛在與國木田的交談中才得知自己正身處在一個已經「改變」了的世界。 |
| 國木田 （国木田（くにきだ））                     | 張裕東                     | 事件發生後，阿虛在與國木田的交談中才得知自己正身處在一個已經「改變」了的世界。 |
| 虛妹 （キョンの妹）                               | 青木沙耶香                 | |
| 虛妹 （キョンの妹）                               | 黃紫嫻                     | |
| 三味線 （シャミセン）                             |                            | |
| 光陽園學院的警衛                                  | 不明                       | （註：未出現於片尾的聲優列表） |
| 光陽園學院的警衛                                  | 李錦綸                     | （註：未出現於片尾的聲優列表） |

### 北高一年五班
除了岡部老師和阪中外，其他學生都是《涼宮春日系列》推出以來首次以全名登場。
- 岡部老師：柳澤榮治
- 荒川劍之介：樋口智透
- 植松雅樹：箭内仁
- 大野木菜菜夏：足立友
- 劍持琴音：原田瞳
- 佐伯瑞穗：永田依子
- 榊大地：高橋研二
- 阪中佳實：相澤舞
- 豐原昇：淺利遼太
- 葉山玲子：小幡記子
- 日向咲葉：杉浦奈保子
- 由良奏繪：森谷惠利

### 特別收錄小插曲
於片尾曲播畢後的短篇動畫，內容為長門有希在圖書館看見一對男孩和女孩。
- 男孩：（日）吉永拓斗／（港）林元春
- 女孩：（日）飯野茉優／（港）陳皓宜

長門手上的拿的書是   The Starry Rift
為James Tiptree 於1986年所著小說 講述外星人與人類的愛與勇氣和友情的小說

## 製作人員
- 企劃：安田猛、嵐智史、八田陽子、酒匂暢彥、井上俊次
- 原作、劇本協力：谷川流
- 原作插圖、角色原案：
- 劇本：志茂文彦
- 分鏡：石原立也、武本康弘、高雄統子
- 演出：北之原孝將、米田光良、坂本一也、高雄統子、山田尚子、内海紘子
- 佈局監修：木上益治
- 角色設計、超總作畫指導：池田晶子
- 總作畫指導：西屋太志
- 作畫指導：植野千世子、秋竹齊一、池田和美、高橋真梨子、門脇未來、堀口悠紀子、高橋博行
- 美術指導：田村清輝
- 攝影指導：中上龍太
- 設定：高橋博行
- 色彩設計：石田奈央美
- 剪接：重村建吾 (Studio Gong)
- 音響總監：鶴岡陽太（樂音舍）
- 音響製作擔當：杉山好美（樂音舍）
- 動作音效設計：森川永子 (Chura Sound)
- 錄音師：矢野智
- 助理錄音師：砂庭舞 (Studio Gong)
- 錄音室：Studio2010:株式會社、Studio2001:株式會社、東京電視中心
- 音效後期製作：樂音舍株式會社
- 原創音樂：神前曉（Monaca）、高田龍一（Monaca）、帆足圭吾、石濱翔、埃里克·薩蒂
- 音樂監製：齊藤滋（Lantis）
- 音樂製作：Lantis
- 動畫製作：京都動畫
- 製片：大橋永晴
- 策劃：山口真由美
- 監製：伊藤敦、八田英明
- 總導演：石原立也
- 導演：武本康弘
- 發行、宣傳：角川書店、The Klock Worx Company
- 出品：SOS團（角川書店、角川映畫、京都動畫、The Klock Worx Company、Lantis）

## 音樂
- 片頭曲「（是冒險對吧對吧？）」

歌：平野綾（涼宮春日）
作詞：畑亞貴
作曲：富田曉子
編曲：藤田淳平
本曲是動畫版本《涼宮春日的憂鬱》2006年版本主題曲，畫面部分則重新製作。
- 主題曲「（善意的忘卻）」（在電影裡為清唱版）

歌：茅原實里（長門有希）
作詞：畑亞貴
作曲：伊藤真澄
歌詞原案：谷川流
大碟於2010年2月24日發售。
- “Gymnopédie No. 1” by Erik Satie

《涼宮春日的消失》預告片配樂。
- 涼宮春日的消失 電影原聲大碟

於2010年1月27日發售。
收录曲
| トラック | 曲名                       | 作曲        | 時間   |
| DISC-1   | DISC-1                     | DISC-1      | DISC-1 |
| -------- | -------------------------- | ----------- | ------ |
| 01       | いつもの風景から始まる物語 | 神前晓      | 3:51   |
| 02       | SOS団クリスマスパーティ    | 神前晓      | 2:24   |
| 03       | ドタバタ・タイム           | 神前晓      | 1:03   |
| 04       | 日常の先に待ち受けるもの   | 帆足圭吾    | 0:51   |
| 05       | 朝倉涼子という女性         | 高田龍一    | 2:59   |
| 06       | 不安から恐怖へ             | 高田龍一    | 1:44   |
| 07       | 裏切られた期待             | 帆足圭吾    | 2:48   |
| 08       | 孤独世界の広がり           | 帆足圭吾    | 3:14   |
| 09       | 環境変化の是非             | 神前晓      | 2:56   |
| 10       | 涼宮ハルヒの手がかり       | 石濱翔      | 2:27   |
| 11       | はやる心と前に出ない足     | 神前晓      | 1:14   |
| 12       | つながった記憶             | 神前晓      | 2:33   |
| 13       | SOS団再び                  | 神前晓      | 1:56   |
| 14       | READY?                     | 高田龍一    | 4:13   |
| 15       | あの日の記憶を追いかけて   | 神前晓      | 1:27   |
| 16       | 導く女性の語る言葉         | 帆足圭吾    | 2:26   |
| 17       | 未来への足跡               | 帆足圭吾    | 1:53   |
| 18       | ジムノペディ 第2番         | 埃里克·薩蒂 | 2:55   |
| 19       | 長門有希の心にあるもの     | 帆足圭吾    | 2:58   |
| 20       | 自己意識の確認             | 帆足圭吾    | 2:44   |
| 21       | 歴史の転換点               | 高田龍一    | 3:18   |
| 22       | 再び出逢えた団員たち       | 神前晓      | 5:01   |
| 23       | いつもの風景で終わる物語   | 神前晓      | 3:16   |
| DISC-2   |                            |             |        |
| 01       | ジムノペディ 第1番         | 埃里克·薩蒂 | 3:17   |
| 02       | ジムノペディ 第2番         | 埃里克·薩蒂 | 2:50   |
| 03       | ジムノペディ 第3番         | 埃里克·薩蒂 | 2:27   |
| 04       | グノシエンヌ 第1番         | 埃里克·薩蒂 | 3:24   |
| 05       | グノシエンヌ 第2番         | 埃里克·薩蒂 | 2:17   |
| 06       | グノシエンヌ 第3番         | 埃里克·薩蒂 | 2:56   |
| 07       | ジュ・トゥ・ヴー           | 埃里克·薩蒂 | 5:15   |

## 關聯書籍
- 官方指南書 涼宮春日的消失
  - 2010年2月26日初版發售（ISBN 9784048544610）

## 評價

### 正面評價
由於電視《涼宮春日的憂鬱》2009年版出現作畫方面的問題和《漫無止境的八月》故事處理的爭議，導致部分觀眾對此部後續作品不抱太大期望。幸而京都動畫在足夠的製作時間下再現高水準，無論音樂、作畫、演出與背景都被影迷認同為高水準，當中包括比2006年版本更真實到位的西宮市及大阪市舞台取景，以及忠於原作的各種劇情和意象等等。上映前透露片長超過兩個半小時，不少愛好者被京都動畫長時間的精神花費感動。是次製作被許多人視之為涼宮春日系列的復甦，亦使原本不抱太大期望的那部分觀眾恢復信心。
此外，劇場版讓一位未曾看過原著的日本毒舌批評家前田有一推荐；此外，台灣影評人彌勒熊更評價為4點5分（滿分為5分），評語為「相當驚人的電影、畫功細膩非常，指出在日本動畫界有一定的水準」。

## 雜項
- 在台灣，此片2012年曾在Animax頻道播出。
- 在香港，此片于2011年8月21日在tvb的J2台(粤语/日语双语广播）播出，同年，2011年12月27日在tvb的无线电影台(粤语/日语双语广播）播出；2013年3月29日，凌晨1:10此片於tvb的J2台(粤语/日语双语广播）以高清格式重播。
- 阿虛台詞「不管你問我多少次，答案也不會變」加插了在內心戲場景，比小說更早說出來，為了能夠呼應主題曲是冒險對吧對吧？歌詞 —「答案一直在我心裡」。
- 劇中於便利店的插曲為飛蘭的《All I can do is singing for you》。
- 此片角川書店原委託由日本動畫導演細田守擔任導演，由京都動畫製作。
- 2016年本作中出現的「光陽園學院」的原型「夙川學院」，因經營不善面臨拆遷，引發討論[23]。
- 本片自上映以來一直保持世界時長最長的院線動畫電影的記錄（162分鐘），直到2023年被《長安三萬里》（168分鐘）打破紀錄。

## 外部連結
- 電影官方網頁 （页面存档备份，存于）
- 電影臺灣官方網頁(普威爾)
- 電影臺灣官方網頁(痞客邦Pixnet) （页面存档备份，存于）
- 京都動畫電影網站 （页面存档备份，存于）
- 涼宮ハルヒの消失 Lantis web site - 緊急脱出程式起動特設